# Holley Fain

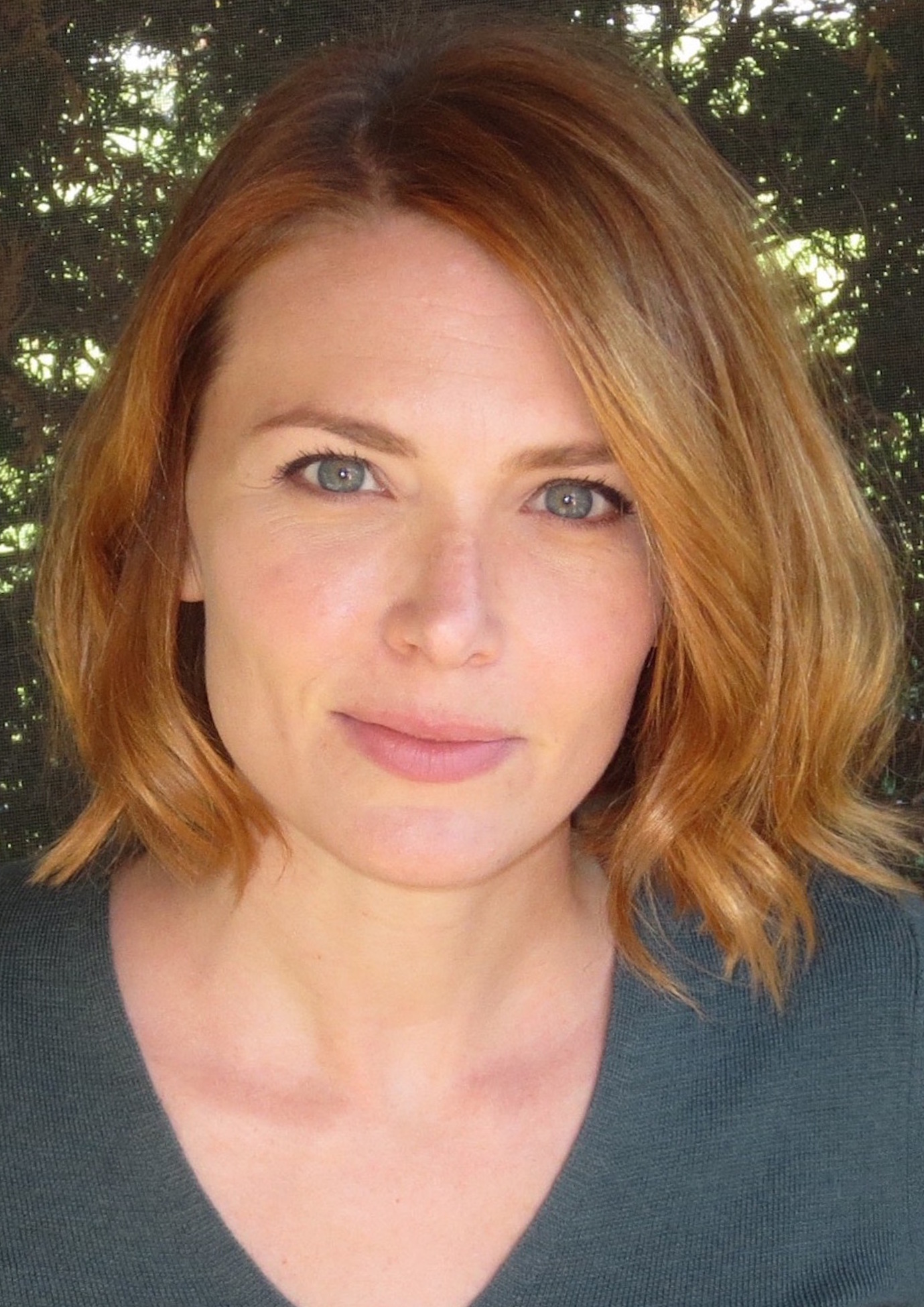
Holley Fain (2015)

Holley Fain (* 28. August 1981 in Leawood, Kansas) ist eine US-amerikanische Schauspielerin.

## Karriere
Holley Fain absolvierte ihr Schauspielstudium an der University of Illinois. Seit 2004 ist sie als Theaterschauspielerin aktiv, so spielte sie in dem Jahr in verschiedenen Stücken während des Texas Shakespeare Festival. Nach Stationen in verschiedenen Städten war sie 2007 in Frank's Home am Playwrights Horizons Off-Broadway zu sehen. 2010 spielte Fain im Stück Present Laughter erstmals am Broadway. Ebenfalls am Broadway war sie in den Produktionen Mein Freund Harvey (2012) und The Ferryman (2019).
Im Fernsehen erlangte Fain ab 2009 erste Bekanntheit durch ihre Rolle der Maureen van Bilt in Gossip Girl und ab 2011 als Dr. Julia Canner in Grey’s Anatomy. Zumeist spielt sie Episodenrollen in Fernsehserien wie Criminal Intent, Lipstick Jungle, Good Wife und The Mentalist. Vereinzelnt tritt sie auch in Filmen auf. Ab 2019 war sie wiederkehrend als Geraldine in der Undone zu sehen. In der True-Crime-Serie Dirty John war sie 2020 als Evelyn Crowley Teil der ersten Staffel.

## Filmografie
- 2006: Blinders (Kurzfilm)
- 2006: 3 lbs (Folge 1x06 Bad Boys)
- 2007: One Night (Film)
- 2007, 2010: Criminal Intent – Verbrechen im Visier (Law & Order: Criminal Intent, 2 Folgen, verschiedene Rollen)
- 2009: Lipstick Jungle (Folge 2x12 Chapter 19: Lovers' Leaps)
- 2009: Gossip Girl (6 Folgen)
- 2010: Good Wife (The Good Wife, Folge 1x21 Unplugged)
- 2010: Memphis Beat (Folge 1x07 Suspicious Minds)
- 2011: The Mentalist (Folge 3x17 Bloodstream)
- 2011: Childrens Hospital (Folge 3x10 Munch by Proxy)
- 2011–2012: Grey’s Anatomy (5 Folgen)
- 2012: Forgetting the Girl (Film)
- 2012: The Frontier (Fernsehfilm)
- 2013: Monday Mornings (Folge 1x07 One Fine Day)
- 2013: Drop Dead Diva (Folge 5x01 Back from the Dead)
- 2013: CSI: Vegas (Folge 14x04 Last Supper)
- 2013: Navy CIS (NCIS, Folge 11x11 Homesick)
- 2015: The Astronaut Wives Club (3 Folgen)
- 2016: Major Crimes (Folge 5x06 Tourist Trap)
- 2018: Elements of Matter (Film)
- 2018: Falling Water (Folge 2x10 The Art of the Deal)
- 2018: The Arrangement (2 Folgen)
- 2018: God Friended Me (Folge 1x11 17 Years)
- 2019: The Rookie (Folge 1x14 Plain Clothes Day)
- 2019–2022: Undone (6 Folgen)
- 2020: Dirty John (8 Folgen)
- 2023: Eine verhängnisvolle Affäre (Fatal Attraction, Miniserie, 5 Folgen)
- 2023: I Think You Should Leave with Tim Robinson (Folge 3x05 Don't Just Say 'Relax', Actually Relax.)